# Стваралачко дело
Стваралачко дело је испољавање стваралачких напора, као што су уметничко дело, књижевност, музика, слика и софтвер. Стваралачка дела имају заједнички степен произвољности, тако да је невероватно да двоје људи независно креирају исто дело. Стваралачка дела потпадају под власничка права.
Појам се често користи у смислу ауторских права.